# America (album)
America je peti album rock skupine 30 Seconds to Mars. Izšel je leta 2018 pri založbi Interscope Records.

## Seznam skladb
| Št.             | Naslov                              | Pisec                                                            | Producent(i)         | Dolžina |
| --------------- | ----------------------------------- | ---------------------------------------------------------------- | -------------------- | ------- |
| 1.              | „Walk on Water‟                     | J. Leto                                                          | J. Leto              | 3:05    |
| 2.              | „Dangerous Night‟                   | J. Leto, S. Aiello                                               | Zedd, J. Leto        | 3:19    |
| 3.              | „Rescue Me‟                         | J. Leto, G. Muron                                                | KillaGraham, J. Leto | 3:37    |
| 4.              | „One Track Mind‟ (feat. ASAP Rocky) | J. Leto, R. Mayers, D. Omelio                                    | Robopop, J. Leto     | 4:20    |
| 5.              | „Monolith‟                          | J. Leto                                                          | J. Leto              | 1:38    |
| 6.              | „Love Is Madness‟ (feat. Halsey)    | J. Leto, A. N. Frangipane                                        | J. Leto, J. Schefman | 3:54    |
| 7.              | „Great Wide Open‟                   | J. Leto                                                          | J. Leto              | 4:49    |
| 8.              | „Hail to the Victor‟                | J. Leto, S. Aiello, J. Taihuttu, N. Rondhuis, T. Van Der Bruggen | J. Leto, Yellow Claw | 3:22    |
| 9.              | „Dawn Will Rise‟                    | J. Leto                                                          | J. Schefman, J. Leto | 3:57    |
| 10.             | „Remedy‟                            | S. Leto, S. Aiello                                               | J. Leto              | 3:17    |
| 11.             | „Live Like a Dream‟                 | J. Leto                                                          | J. Leto              | 4:06    |
| 12.             | „Rider‟                             | J. Leto                                                          | T. English, J. Leto  | 2:58    |
| Skupna dolžina: | Skupna dolžina:                     | Skupna dolžina:                                                  | Skupna dolžina:      | 42:22   |